# Alexei Michailowitsch Bontsch-Brujewitsch
Alexei Michailowitsch Bontsch-Brujewitsch (russisch Алексей Михайлович Бонч-Бруевич, * 23. Mai 1916 in Twer; † 20. Mai 2006 in Sankt Petersburg) war ein russischer und sowjetischer Physiker, der zur Quantenelektronik und Laserphysik arbeitete.

## Leben
Bontsch-Brujewitsch wurde als ältester Sohn des namhaften russischen Elektrotechnikers Michail Bontsch-Brujewitsch (1888–1940) geboren. Er begann seine wissenschaftliche Arbeit 1932 am Physikalisch-Technischen Institut in Leningrad, das später nach Abram Joffe benannt wurde.
1939 beendete er sein Studium am Leningrader Polytechnischen Institut. Anschließend diente er bis 1946 in der Sowjetarmee und nahm am Deutsch-Sowjetischen Krieg teil. Ab 1947 arbeitete er in Leningrad im Staatlichen Institut für Optik (später benannt nach Sergei Wawilow), wo er mehr als 25 Jahre lang Abteilungsleiter und maßgeblich an der Entwicklung von Festkörperlasern beteiligt war. Außerdem untersuchte er die Wirkung starker Laserstrahlung auf die kondensierte Materie und schuf auf diese Weise theoretische Grundlagen der Laserbearbeitung. 1956 habilitierte er sich (russischer Doktorgrad), und 1963 wurde er Professor.
Viele Jahre lehrte er an der Universität für Informationstechnologien, Mechanik und Optik (Universität ITMO). Neben drei Monografien publizierte er mehr als 250 wissenschaftliche Aufsätze.
1984 wurde er zum korrespondierenden Mitglied der Akademie der Wissenschaften der UdSSR gewählt. Er erhielt zahlreiche staatliche Auszeichnungen: den Staatspreis der UdSSR (1974), den Orden des Roten Banners der Arbeit und den Orden des Vaterländischen Krieges.
Bontsch-Brujewitsch starb kurz vor Vollendung des 90. Lebensjahres, er wurde auf dem Bogoslowskoje-Friedhof in Sankt Petersburg beigesetzt.